# Fossa di Yap
La fossa di Yap è una fossa oceanica situata nel Pacifico occidentale.
La fossa fa parte della cintura di fuoco del Pacifico ed è compresa tra l'isola di Palau e la fossa delle Marianne. Ha una lunghezza di 650 km e una profondità massima di 8527 m nel suo punto più profondo.